# 苏联部长会议第一副主席
苏联部长会议第一副主席可由多人同时担任，是苏联政府副首脑。职务名称曾两度变更，1923年初创时叫人民委员会第一副主席，1946年更名部长会议第一副主席，1991年再度更名第一副总理，其中第一副总理是外界评论员称呼苏联政府第一副首脑的职位。
第一副主席通常负责特定政策领域。例如基里尔·特罗菲莫维奇·马祖罗夫负责工业，德米特里·斯捷潘诺维奇·波利扬斯基负责农业:34。同时，第一副主席还需协调政府各部委、国家委员会及其他机构活动。第一副主席应迅速给予各机构指示，确保经济和社会发展计划顺利执行，核察政府命令和决策是否得到遵守。如果主席无法行使职责，需由一名副主席代理主席职务，直至主席恢复职权。20世纪70年代末阿列克谢·尼古拉耶维奇·柯西金的身体状态恶化后，第一副主席尼古拉·亚历山德罗维奇·吉洪诺夫暂代行使职责。此外，第一副主席也是苏联最高决策机关苏共中央主席团成员:30。
共有26人曾担任第一副主席，其中首任是1934年就职的瓦列里安·弗拉基米罗维奇·古比雪夫。拉夫连季·帕夫洛维奇·贝利亚的任期最短，仅113天；维亚切斯拉夫·米哈伊洛维奇·莫洛托夫在约瑟夫·维萨里奥诺维奇·斯大林担任主席的大部分时间任第一副主席，还曾在格奥尔基·马克西米连诺维奇·马林科夫和尼古拉·亚历山德罗维奇·布尔加宁当主席时任职，时长超过17年，比其他人都久。

## 第一副主席
| 姓名（生卒年）                                        | 姓名（生卒年）                     | 上任           | 离任           | 任期      | 主席                               | 兼任的其他职务                            |
| ----------------------------------------------------- | ---------------------------------- | -------------- | -------------- | --------- | ---------------------------------- | ----------------------------------------- |
| 瓦列里安·弗拉基米罗维奇·古比雪夫 （1888至1935年）     |                                    | 1934年5月14日  | 1935年1月25日  | 256天     | 维亚切斯拉夫·米哈伊洛维奇·莫洛托夫 | 管制委员会主席                            |
| 尼古拉·阿列克谢耶维奇·沃兹涅先斯基 （1895至1950年）   |                                    | 1941年3月10日  | 1946年3月15日  | 五年五天  | 维亚切斯拉夫·米哈伊洛维奇·莫洛托夫 | 国家计划委员会主席                        |
| 尼古拉·阿列克谢耶维奇·沃兹涅先斯基 （1895至1950年）   | 约瑟夫·维萨里奥诺维奇·斯大林       | 1941年3月10日  | 1946年3月15日  | 五年五天  |                                    | 国家计划委员会主席                        |
| 维亚切斯拉夫·米哈伊洛维奇·莫洛托夫 （1890至1986年）   |                                    | 1942年8月16日  | 1957年6月29日  | 11年106天 | 约瑟夫·维萨里奥诺维奇·斯大林       | 外交部长                                  |
| 维亚切斯拉夫·米哈伊洛维奇·莫洛托夫 （1890至1986年）   | 格奥尔基·马克西米连诺维奇·马林科夫 | 1942年8月16日  | 1957年6月29日  | 11年106天 |                                    | 外交部长                                  |
| 维亚切斯拉夫·米哈伊洛维奇·莫洛托夫 （1890至1986年）   | 尼古拉·亚历山德罗维奇·布尔加宁     | 1942年8月16日  | 1957年6月29日  | 11年106天 |                                    | 外交部长                                  |
| 尼古拉·亚历山德罗维奇·布尔加宁 （1895至1975年）       |                                    | 1950年4月7日   | 1955年2月8日   | 四年307天 | 约瑟夫·维萨里奥诺维奇·斯大林       | 国防部长                                  |
| 尼古拉·亚历山德罗维奇·布尔加宁 （1895至1975年）       | 格奥尔基·马克西米连诺维奇·马林科夫 | 1950年4月7日   | 1955年2月8日   | 四年307天 |                                    | 国防部长                                  |
| 拉夫连季·帕夫洛维奇·贝利亚 （1899至1953年）           |                                    | 1953年3月5日   | 1953年6月26日  | 113天     | 格奥尔基·马克西米连诺维奇·马林科夫 | 内务部长                                  |
| 拉扎尔·莫伊谢耶维奇·卡冈诺维奇 （1893至1991年）       |                                    | 1953年3月5日   | 1957年6月29日  | 四年141天 | 格奥尔基·马克西米连诺维奇·马林科夫 | 建筑物资工业部长 劳动与工资国家委员会主席 |
| 拉扎尔·莫伊谢耶维奇·卡冈诺维奇 （1893至1991年）       | 尼古拉·亚历山德罗维奇·布尔加宁     | 1953年3月5日   | 1957年6月29日  | 四年141天 |                                    | 建筑物资工业部长 劳动与工资国家委员会主席 |
| 拉扎尔·莫伊谢耶维奇·卡冈诺维奇 （1893至1991年）       | 尼基塔·谢尔盖耶维奇·赫鲁晓夫       | 1953年3月5日   | 1957年6月29日  | 四年141天 |                                    | 建筑物资工业部长 劳动与工资国家委员会主席 |
| 阿纳斯塔斯·伊万诺维奇·米高扬 （1895至1978年）         |                                    | 1955年2月28日  | 1964年7月15日  | 九年138天 | 尼古拉·亚历山德罗维奇·布尔加宁     | —                                         |
| 阿纳斯塔斯·伊万诺维奇·米高扬 （1895至1978年）         | 尼基塔·谢尔盖耶维奇·赫鲁晓夫       | 1955年2月28日  | 1964年7月15日  | 九年138天 |                                    | —                                         |
| 米哈伊尔·格奥尔基耶维奇·别尔乌辛 （1904至1974年）     |                                    | 1955年2月28日  | 1957年7月5日   | 两年127天 | 尼古拉·亚历山德罗维奇·布尔加宁     | 国家经济短期计划委员会主席                |
| 马克西姆·扎哈罗维奇·萨布罗夫 （1900至1977年）         | —                                  | 1955年2月28日  | 1957年7月5日   | 两年127天 | 尼古拉·亚历山德罗维奇·布尔加宁     | 国家计划委员会主席                        |
| 约瑟夫·约瑟夫维奇·库兹明 （1910至1996年）             | —                                  | 1955年2月28日  | 1957年7月5日   | 两年127天 | 尼古拉·亚历山德罗维奇·布尔加宁     | 国家计划委员会主席                        |
| 弗罗尔·罗曼诺维奇·科兹洛夫 (1908至1965年）            | —                                  | 1958年3月31日  | 1960年5月4日   | 两年34天  | 尼基塔·谢尔盖耶维奇·赫鲁晓夫       | 国家计划委员会主席                        |
| 阿列克谢·尼古拉耶维奇·柯西金 （1904至1980年）         |                                    | 1960年5月4日   | 1964年10月15日 | 四年164天 | 尼基塔·谢尔盖耶维奇·赫鲁晓夫       | —                                         |
| 德米特里·费奥多罗维奇·乌斯季诺夫 (1908至1984年）      |                                    | 1963年3月13日  | 1965年3月26日  | 两年13天  | 尼基塔·谢尔盖耶维奇·赫鲁晓夫       | —                                         |
| 德米特里·费奥多罗维奇·乌斯季诺夫 (1908至1984年）      | 阿列克谢·尼古拉耶维奇·柯西金       | 1963年3月13日  | 1965年3月26日  | 两年13天  |                                    | —                                         |
| 基里尔·特罗菲莫维奇·马祖罗夫 （1914至1989年）         | —                                  | 1965年3月26日  | 1978年11月28日 | 13年247天 | 阿列克谢·尼古拉耶维奇·柯西金       | 白俄罗斯共产党第一书记                    |
| 德米特里·斯捷潘诺维奇·波利扬斯基 （1917至2001年）     | —                                  | 1965年10月2日  | 1973年2月2日   | 七年123天 | 阿列克谢·尼古拉耶维奇·柯西金       | —                                         |
| 尼古拉·亚历山德罗维奇·吉洪诺夫 （1905至1997年）       | —                                  | 1976年9月2日   | 1980年10月23日 | 四年51天  | 阿列克谢·尼古拉耶维奇·柯西金       | —                                         |
| 伊万·瓦西里耶维奇·阿尔希波夫 （1907至1998年）         | —                                  | 1980年10月27日 | 1986年10月4日  | 五年342天 | 尼古拉·亚历山德罗维奇·吉洪诺夫     | —                                         |
| 伊万·瓦西里耶维奇·阿尔希波夫 （1907至1998年）         | —                                  | 1980年10月27日 | 1986年10月4日  | 五年342天 | 尼古拉·伊万诺维奇·雷日科夫         | —                                         |
| 盖达尔·阿利耶夫 （1923至2003年）                      |                                    | 1982年11月24日 | 1987年10月23日 | 四年333天 | 尼古拉·亚历山德罗维奇·吉洪诺夫     | 阿塞拜疆共产党第一书记                    |
| 盖达尔·阿利耶夫 （1923至2003年）                      | 尼古拉·伊万诺维奇·雷日科夫         | 1982年11月24日 | 1987年10月23日 | 四年333天 |                                    | 阿塞拜疆共产党第一书记                    |
| 安德烈·安德烈耶维奇·葛罗米柯 （1909至1989年）         |                                    | 1983年3月24日  | 1985年7月2日   | 两年100天 | 尼古拉·亚历山德罗维奇·吉洪诺夫     | 外交部长                                  |
| 尼古拉·弗拉基米罗维奇·塔雷津 （1929至1991年）         | —                                  | 1985年10月14日 | 1988年10月1日  | 两年353天 | 尼古拉·伊万诺维奇·雷日科夫         | 国家计划委员会主席                        |
| 弗塞沃洛德·绥拉菲莫维奇·穆拉霍夫斯基 （1926至2017年） | —                                  | 1985年11月1日  | 1989年6月7日   | 三年218天 | 尼古拉·伊万诺维奇·雷日科夫         | 国家农业委员会主席                        |
| 尤里·德米特里耶维奇·马斯柳科夫 （1937至2010年）       | —                                  | 1988年2月5日   | 1990年12月26日 | 两年324天 | 尼古拉·伊万诺维奇·雷日科夫         | 國家計劃委員會主席                        |
| 列夫·阿列克谢耶维奇·沃罗宁 （1928至2006年）           | —                                  | 1989年7月17日  | 1990年12月26日 | 一年162天 | 尼古拉·伊万诺维奇·雷日科夫         | —                                         |
| 弗拉季连·瓦连京诺维奇·尼基京 （1936年生）             | —                                  | 1989年7月27日  | 1990年8月30日  | 一年34天  | 尼古拉·伊万诺维奇·雷日科夫         | —                                         |
| 弗拉基米尔·马卡罗维奇·韦利奇科 （1937年生）           | —                                  | 1991年1月15日  | 1991年11月26日 | 315天     | 瓦连京·谢尔盖耶维奇·帕夫洛夫       | 重型机械工业部部长                        |
| 弗拉基米尔·马卡罗维奇·韦利奇科 （1937年生）           | —                                  | 1991年1月15日  | 1991年11月26日 | 315天     | 伊万·斯捷潘诺维奇·西拉耶夫         | 重型机械工业部部长                        |
| 维塔利·胡塞伊诺维奇·多古日耶夫 （1935-2016年）        | —                                  | 1991年1月15日  | 1991年11月26日 | 315天     | 瓦连京·谢尔盖耶维奇·帕夫洛夫       | —                                         |
| 维塔利·胡塞伊诺维奇·多古日耶夫 （1935-2016年）        | —                                  | 1991年1月15日  | 1991年11月26日 | 315天     | 伊万·斯捷潘诺维奇·西拉耶夫         | —                                         |
| 弗拉基米尔·什切尔巴科夫 （1949年生）                  | —                                  | 1991年5月16日  | 1991年11月26日 | 194天     | 瓦连京·谢尔盖耶维奇·帕夫洛夫       | —                                         |
| 弗拉基米尔·什切尔巴科夫 （1949年生）                  | —                                  | 1991年5月16日  | 1991年11月26日 | 194天     | 伊万·斯捷潘诺维奇·西拉耶夫         | —                                         |